# Embolanthera
Embolanthera es un género de plantas con flores perteneciente a la familia Hamamelidaceae.  Comprende 2 especies descritas y  aceptadas.

## Taxonomía
El género fue descrito por  Elmer Drew Merrill y publicado en Philippine Journal of Science 4: 263. 1909. La especie tipo es: Embolanthera spicata Merr. 

## Especies aceptadas
A continuación se brinda un listado de las especies del género Embolanthera aceptadas hasta mayo de 2014, ordenadas alfabéticamente. Para cada una se indica el nombre binomial seguido del autor, abreviado según las convenciones y usos. 
- Embolanthera glabrescens H.L.Li
- Embolanthera spicata Merr.